# سپیدچوب
سپیدچوب (نام علمی: Atalaya) نام یک سرده از تیره ناترکیان است.